# Речни заливи
Речни заливи (lang|zh水滸傳, упр. 水浒传, пинин: shuǐ hǔ zhuàn) е китайски класически роман от XIV век, създаден на основата на народни предания за подвизите на 108 „благородни разбойници“ – въстаници от времето на осмия император от династията Сун. Той е първият роман, написан на разговорен народен китайски език. Той е един от четирите класически китайски романа.

## Сюжет
За историческа основа на романа служи селското въстание по времето на Сунската династия (960 – 1279 г.). Действието на романа се развива на границите между провинциите Шандун, Хенан и Хубей.
Централна фигура в историята е ученият Сун Дзян (宋江). Той е добър човек, но става жертва на произвола на властите. Неговата роля е подобна на ролята на Робин Худ. Постепенно по време на повествуванието около него се събират една група от съмишленици. Показани са животът и мотивацията първоначално на 36 главатари и 72 помощници, които живеят в планински укрепения заедно с 30 хиляди безименни последователи. В тази група се намират и преследвани и прокудени, селяни, рибари, търговци, служители, бивши офицери, монаси както и няколко жени. Те всички се превръщат в заклето братство.
В главите след историите на отделните герои се разказва за стълкновението им с официалните власти и победата им над тях. След като не може да ги победи, императорът ги помилва и те му помагат в борбата с външните врагове от държавата Ляо.

## Издания на български език
- „Речни заливи“ 1-ви и 2-ри том, Издателство Народна култура, 1956 г. Превод от руски К.Константинов, Н.Тошев, Ф. Неманов и Димотър Загоров.
- През 2016 г. издателството „Изток-Запад“ издава романа под наименованието „Крайречно царство“ при използванена същия превод от руски с поправака на някои грешки.[1]